# باتشنار (مازو)
باتشنار (بالفارسية: پاچنار) هي قرية تقع في قسم مازو الريفي، بمقاطعة أنديمشك التابعة لمحافظة خوزستان، إيران. يقدر عدد سكانها بـ 41 نسمة حسب الإحصاء السكاني الذي تمّ في عام 2006.